# آچلیس
آچلیس (یونانی باستان: Ἀχλύς) در سپر هراکلس اثرمنسوب به هزیود، یکی از چهره‌هایی است که روی سپر هراکلس به‌تصویر کشیده شده است، که شاید نمایانگر تجسم اندوه باشد.
در آثار هومر، آچلیس غباری است که چشمان فانی را مه‌آلود یا کور می‌کند (اغلب در هنگام مرگ). برای مثال در ایلیاد، قهرمان سارپدون درحالی‌که به شدت زخمی شده بود می‌گوید: «روحش او را ناامید کرد و بر چشمانش غبار [ἀχλύς] ریخت. با این حال او زنده شد، و نفس باد شمال که بر او می‌وزید، او را پس از دمیدن روح خود دوباره زنده کرد». در اودیسه نیز، یوریماخوس، یکی از خواستگاران پنلوپه، با اصابت تیر اودیسئوس به سینه می‌گوید: «بگذار شمشیر از دستش به زمین بیفتد و درحالی‌که روی میز می‌پیچید تعظیم کرد و افتاد و غذا و جام دو دسته را روی زمین ریخت. با پیشانی خود از اندوه جان بر زمین زد و با هر دو پا خود را تکان داد و کرسی را تکان داد و مه [ἀχλύς] بر چشمانش ریخت».
گفته می‌شود همتای رومی او کالیگو مادر آشوب بوده است. در دیونیزیاکا اثر نونوس، او یک جادوگر است.